# Gikongoro
Gikongoro oder auch Nyamagabe ist eine Stadt im Sektor Gasaka des Distrikts Nyamagabe in der Südprovinz von Ruanda.

## Geographie
Die Stadt liegt auf rund 1.927 m Höhe. Stand 2012 betrug die Einwohnerzahl 16.695. Der Bevölkerungstrend ist zunehmend.
| 1978  | 1991  | 2012   |
| ----- | ----- | ------ |
| 5.637 | 8.506 | 16.695 |

## Kultur
Im Norden befindet sich mit dem Murambi Genocide Memorial eine Gedenkstätte des Völkermords in Ruanda. Das Stadtgebiet gehört zum Bistum Gikongoro.

## Verkehr
Die Stadt liegt am Kreuzungspunkt der Nationalstraßen 10 und 14. Im Norden führt die Distriktstraße 16 über die Orte Rugarama, Kaduha und Gahunduguru bis nach Birambo.

## Persönlichkeiten
- Agnès Binagwaho (* 1955), Kinderärztin und Professorin für öffentliche Gesundheit